# محمد الفيومي
الشيخ محمد احمد الفيومي (25 مارس 1905 - 10 أبريل 1988) قارئ قرآن ومنشد ديني مصري، من مواليد حي الجمالية بمحافظة القاهرة.